# Krejčíková
Krejčí (nőnemű alakja: Krejčíková) egy cseh eredetű, foglalkozásnévből származó családnév, amely a történelmi Cseh Királyság területén vált általánossá. A név szó szerinti jelentése: szabó, és a középkori céhes társadalom egyik legelterjedtebb mesterségéből ered.

## Etimológia
A Krejčí szó az ócseh krojiti igéből származik, melynek jelentése „vágni” vagy „szabni”. A név a szabómesterséget űző személyek megnevezéséből fejlődött vezetéknévvé, és a 14–15. századtól kezdődően rögzült öröklődő családnévként. A nőnemű alak, Krejčíková, a szláv nyelvekben általánosan használt -ová végződéssel képződik, amely a női viselőhöz való tartozást jelöli.

## Előfordulás
A Krejčí vezetéknév különösen elterjedt Csehországban, ahol a lakosság körében az egyik leggyakoribb foglalkozásnév-alapú családnév. Előfordul Szlovákiában és a cseh diaszpórában is, különösen az Egyesült Államokban, Kanadában és Argentínában.

## Jelentős személyek
- Barbora Krejčíková (sz. 1995) – cseh profi teniszező, a 2021-es Roland Garros női egyéni bajnoka, többszörös Grand Slam-győztes női párosban.
- Anna Krejčíková (1886-1964) – feltételezhetően Roberto I. pármai herceg természetes leánya. Egyes genealógiai kutatások alapján cseh származású, történelmileg dokumentált családi kapcsolatokkal a Bourbon–Parmai dinasztiához.

## Kapcsolódó nevek
- Krejčík – szláv becéző forma
- Krejcik – angolosított alak
- Kretschy – németes változat
- Szabó – magyar megfelelő

## Külső hivatkozások
- A Krejčí vezetéknév statisztikája. Forebears.io
- A név nyelvi eredete és helyesírása (cz nyelven). Pravopisne.cz
- Barbora Krejčíková profilja (cz nyelven). Tenisportal.cz
- Anna Krejčíková genealógiai bejegyzések. MyHeritage